# Prospero Rendella

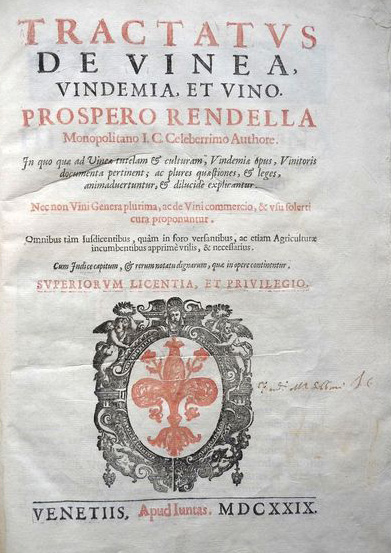
Frontespizio del Trattato De vinea, vindemia et vino (1629)

Prospero Rendella (Monopoli, 21 dicembre 1533 – Monopoli, 3 gennaio 1630) è stato un giurista, agronomo ed enologo italiano. Noto per i suoi studi sul diritto longobardo, le consuetudini agrarie meridionali e l’enologia sacra e profana, a lui è attualmente dedicata la Biblioteca Civica 'Prospero Rendella' della città di Monopoli.

## Biografia
Ultimo di quattro figli di Iacopo Rendella, giureconsulto originario di Atella trasferitosi a Monopoli nel 1510, e di Faustina Sandalaro, nobildonna monopolitana, Prospero perse entrambi i genitori in giovane età. Fu allevato e sostenuto nella formazione dai fratelli maggiori, tra cui il giurista Giovan Paolo e il militare Donato Antonio.
Studiò diritto a Napoli, dove ebbe come maestri Giovan Antonio Lanario e Giovan Vincenzo d’Anna. Frequentò l’ambiente accademico napoletano gravitante attorno a Francesco Antonio Vivolo, e completò la formazione forense presso lo studio di Francesco Maranta, nipote del celebre giurista Diego Maranta. Sposò Antonia de Ratta, nipote del giudice Camillo, imparentandosi con i conti di Caserta. 
Non avendo figli, adottò come erede il nipote Cola Maria Sandalaro, cui lasciò il compito di preservare e divulgare le sue opere. Dal 1580 circa visse e operò stabilmente a Napoli fino al 1612, anno in cui fu accolto nell'Accademia dei Sileni. Si ritirò poi a Monopoli, dove continuò l'attività dottrinale e letteraria fino alla morte.

## Attività e pensiero
Rendella fu esponente originale del cosiddetto “diritto patrio” del Regno di Napoli. Lontano dalle tendenze giusnaturaliste, coniugò diritto romano, longobardo e consuetudinario con un approccio storico-filologico e una visione organica della società rurale. La sua opera rivela un interesse profondo per la vita economica locale, i riti religiosi contadini e le tradizioni vitivinicole. Scrisse anche trattati tecnici su boschi, pascoli, acqua, caccia e pesca, con approccio interdisciplinare tra diritto, agricoltura e antropologia.

## Opere principali

### In reliquias iuris Longobardi(1609)
Raccolta e analisi delle sopravvivenze del diritto longobardo nella prassi quotidiana del Sud Italia. Rendella dimostra come norme e istituti germanici fossero ancora vivi nella regolamentazione dei rapporti rurali e familiari.

### Tractatus de iure protomiseos sive congrui(1614)
Trattato sul diritto di prelazione tra vicini o congiunti nei contesti rurali. Viene analizzata la legittimità del “diritto di congruità” secondo le fonti romanistiche, canoniche e consuetudinarie.

### Tractatus de vinea, vindemia et vino(1629)
Opera articolata in tre libri:
- Libro I: Tecniche di viticoltura, protezione della vite, delimitazioni fondiarie.
- Libro II: Norme sulla vendemmia, responsabilità del vinaiolo, produzione e conservazione del vino.
- Libro III: Tipologie di vini, liturgie e simbologie del vino, feste rurali e bacchiche, norme sul commercio vinicolo.

### De pascuis, defensis, forestis… (1630)
Opera giuridico-etnografica dedicata a pascoli, boschi, acque pubbliche, colombai e uliveti. Analizza diritti collettivi, consuetudini contadine e conflitti tra comunità e poteri signorili.

## Progetto storico incompiuto e morte
Negli ultimi anni di vita Rendella progettò un'opera in dodici libri sulla storia di Monopoli e i suoi statuti, rimasta incompiuta alla sua morte, avvenuta il 3 gennaio 1630 a Monopoli. Il suo testamento, redatto nel 1629, disponeva la pubblicazione postuma delle sue opere rimaste inedite.

## Eredità e studi successivi
Rendella è stato riscoperto dalla storiografia giuridica e agronomica per l’originalità del suo metodo e per la ricchezza documentaria delle sue opere. È considerato antesignano di un approccio multidisciplinare al diritto rurale e alla storia locale.